# Relaciones Costa Rica-Venezuela
Las relaciones Costa Rica-Venezuela se refieren a las relaciones internacionales que existen entre Costa Rica y Venezuela. Históricamente, ambos países formaban parte del Imperio español hasta principios del siglo XIX. Hoy en día, ambos países son miembros de pleno derecho del Grupo de Río, de la Unión Latina, de la Asociación de Academias de la Lengua Española, de la Organización de los Estados Americanos, Organización de Estados Iberoamericanos para la Educación, la Ciencia y la Cultura, de la Comunidad de Estados Latinoamericanos y Caribeños y del Grupo de los 77.

## Historia

### SigloXIX
Las relaciones oficiales entre Costa Rica y Venezuela se iniciaron en 1858, mediante el intercambio de notas autógrafas entre los respectivos gobernantes. El primer agente consular de Costa Rica en Venezuela fue Raúl Pereira, a quien se le concedió el exequáter como Cónsul de Costa Rica en Caracas el 7 de septiembre de 1866, y el primer agente consular de Venezuela en Costa Rica fue David C. Price, a quien se concedió el exequáter como Cónsul de Venezuela en San José el 18 de marzo de 1887.

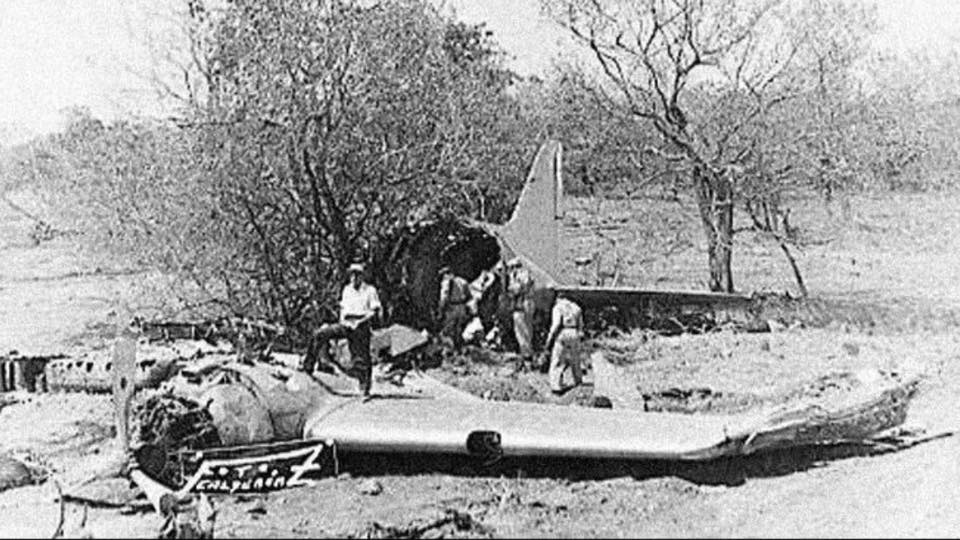
DC3 de la Fuerza Aérea Venezolana incendiado por su tripulación después de un aterrizaje forzoso en el norte de Guanacaste debido muy probablemente a los daños por disparos del reorganizado ejército de Costa Rica.

El primer agente diplomático de Venezuela en Costa Rica fue Rafael Villavicencio, reconocido como Ministro Plenipotenciario el 23 de diciembre de 1891, quien también firmó el 15 de enero de 1892 la convención León Páez-Villavicencio, primer acuerdo bilateral entre ambos países.

### SigloXX
El primer agente diplomático de Costa Rica acreditado en Venezuela fue el embajador de carrera José Pablo Quirós Quirós, embajador en Bogotá, nombrado como Ministro Plenipotenciario concurrente en Caracas en 1954. Durante la administración del presidente Rodríguez, las relaciones entre Costa Rica y Venezuela han continuado presididas por un espíritu de cordialidad y cooperación. La dictadura de Marcos Pérez Jiménez participó en la Invasión de Costa Rica de 1955.

### SigloXXI
Costa Rica estuvo entre los diez países de Centroamérica y el Caribe que suscribieron el Acuerdo Energético de Caracas el 19 de octubre de 2000, en el cual Venezuela vendería petróleo bajo condiciones preferenciales de pago, algunas de las cuales serían un año de gracia y quince años de crédito, con 2% de tasa de interés anual.
El 1 de octubre de 2020, El presidente de Costa Rica, Carlos Alvarado Quesada, y el canciller costarricense Rodolfo Solano Quirós, decidieron cerrar definitivamente su embajada en Venezuela, con el objetivo de ahorrar recursos económicos y reducir gastos innecesarios, cortando de esa manera toda relación diplomática con el gobierno venezolano de Nicolás Maduro. En 2023, se reanudaron las relaciones solo a nivel consular, sin embargo, hacia julio de 2024 no había personal consular costarricense en Venezuela, mientras que en Costa Rica permanecían dos funcionarios venezolanos trabajando en la embajada de Venezuela. En julio de 2024, el gobierno venezolano retiró su personal diplomático de Costa Rica por no reconocer a Nicolás Maduro como ganador de las elecciones presidenciales.